# ويلي غيلبرت
ويلي غيلبرت (بالنرويجية: Willy Gilbert)‏ (و. 1881 – 1956 م) هو متسابق يخت نرويجي، شارك في الألعاب الأولمبية الصيفية 1920، توفي عن عمر يناهز 75 عاماً.

## روابط خارجية
- ويلي غيلبرت على موقع أوليمبيديا (الإنجليزية)